# بطاقة التهنئة

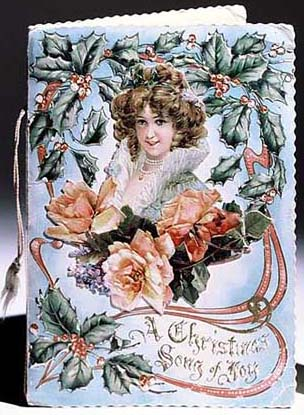
بطاقة تهنئة بمناسبة عيد الميلاد الغربي.

بطاقات التهنئة وسيلة شعبية واسعة الانتشار للاتصال وتبادل التهاني. وهي تتمثل في قطعة من الورق ملونة تحتوي على رسالة قصيرة ترسل للتهنئة بالمناسبات.

## انواعها
لبطاقة التهنئة أنواع عديدة. فمنها التي تاخذ شكل مطوية. ويوجد بها رسم ملون يشير إلى مناسبة خاصة. وفي الغالب تكون هناك جمل تهنئة مطبوعة على الكارت. كما توجد مساحة خالية ليكتب بها مرسل البطاقة اسمه ويضيف كلمات يريدها. وهنالك بطاقات بريدية تحتوي على رسوم بارزة. أو فتحات تكشف عن محتواها. كما أن بعض الأنواع تعزف لحنا موسيقيا بمجرد فتحها مثل الحان عيد الميلاد.

## تاريخها
يعود اختراع بطاقات التهنئة إلى الصينيين القدامى الذين كانوا يتبادلون الرّسائل التي تعبر عن اطيب التمنيات بالعام الجديد. كما تبادل المصريون القدامى كذلك التهاني المكتوبة على لفافات من ورق البردي. وفي أوائل القرن الخامس عشر بدأ الأوروبيون يتبادلون نوعا من بطاقات التهنئة المصنوعة يدويا من الورق. خاصة للتهنئة ببداية السنة الجديدة. ثم أدى اختراع المطبعة إلى ظهور البطاقات المطبوعة. وفي منتص القرن التاسع عشر حدث انخفاض كبير في تكلفة بطاقات التهنئة نتيجة لتقدم وسائل وآلات الطباعة وانتشارها.